# Порунов, Евгений Николаевич
Евге́ний Никола́евич Поруно́в (род. 28 февраля 1954, Верхние Серги, Нижнесергинский район, Свердловская область, РСФСР, СССР) — российский политический и государственный деятель, глава Екатеринбурга — председатель Екатеринбургской городской Думы (2010—2013).
Занимал пост председателя Свердловской областной думы (2000—2002), член Совета Федерации (2000—2001), член партии Единая Россия.

## Биография
Родился 28 февраля 1954 года в рабочем посёлке Верхние Серги  Нижнесергинского района Свердловской области.
В школе занимался спортом, сначала лёгкой атлетикой — толканием ядра и метанием диска. По совету отца, окончившего механический факультет Уральского политехнического института, Евгений тоже поступил на механический факультет этого вуза. В институте занялся тяжёлой атлетикой (тренер Р. Х. Шагапов), став мастером спорта. Окончив институт, когда только завёл семью, ожидавшую ребёнка, оставил штангу, навсегда уйдя из спорта.
После этого Евгений Порунов работал сменным мастером и инженером на Машиностроительном заводе им. М. И. Калинина в Свердловске.
В 1978—1991 годах — на комсомольской и партийной работе в Свердловске:
- 1978—1979 годы — второй секретарь Орджоникидзевского райкома ВЛКСМ;
- 1979—1980 годы — первый секретарь Орджоникидзевского райкома ВЛКСМ;
- 1980—1985 годы — секретарь Свердловского обкома ВЛКСМ;
- 1980—1987 годы — депутат Кировского райсовета и Свердловского горсовета.
- 1985—1990 годы — секретарь, второй секретарь Кировского райкома КПСС;
- 1990—1991 годы — первый секретарь Кировского райкома КПСС.

В 1991 году возглавил строительную ассоциацию «Северный Шарташ».
12 апреля 1998 года избран депутатом Областной думы Законодательного собрания Свердловской области по списку движения «Наш дом — наш город».
18 мая 1998 года избран заместителем председателя Областной думы.
26 апреля 2000 года был избран председателем Областной думы.
7 июня 2000 года утверждён членом Совета Федерации Федерального Собрания Российской Федерации. Был членом комитета по конституционному законодательству и судебно-правовым вопросам. Изначально предполагалось, что Порунов проработает в Совете Федерации до мая 2002 года и будет заменён председателем Палаты представителей В. В. Якимовым. Однако из-за введения летом 2000 года нового порядка формирования Совета Федерации Порунов сложил полномочия раньше — в декабре 2001 года, незадолго до окончания переходного периода формирования палаты, а Якимов в Совет Федерации так и не попал.
14 апреля 2002 года был переизбран депутатом Областной думы (по списку движения «Единство и Отечество»), на выборах председателя думы свою кандидатуру не выставлял (председателем был избран Николай Воронин).
20 марта 2005 года был избран депутатом Екатеринбургской городской думы IV созыва, а 31 марта — её председателем. В марте 2009 года избран депутатом пятого созыва. Коллеги вновь доверили Евгению Николаевичу руководить работой представительного органа.
25 июня 2010 года избран президентом Ассоциации муниципальных образований «Города Урала».
29 августа 2010 года распоряжением Президента России включен в состав делегации Российской Федерации для участия в Конгрессе местных и региональных властей Совета Европы в 2010—2012 годах.
23 ноября 2010 года на заседании Екатеринбургской городской Думы избран главой Екатеринбурга — председателем Екатеринбургской городской думы.
С 30 мая 2014 года по 31 мая 2019 года занимал должность председателя совета директоров ПАО «Банк «Екатеринбург».
Женат, имеет сына и дочь.

## Награды и звания
Почетный знак «За заслуги перед городом Екатеринбургом», Грамоты Губернатора Свердловской области, Законодательного Собрания Свердловской области, Совета Федерации Российской Федерации; медаль Совета Федерации Федерального Собрания Российской Федерации. 